# 東京オーケストラ団
東京オーケストラ団（とうきょうオーケストラだん）は、かつて東京にあった演奏団体。1910年（明治43年）に発足した東京フィルハーモニー会の管弦楽部として翌年から活動を開始し、その後独自の活動を続けて1923年（大正12年）まで存続した。メンバーによる客船での演奏は1941年（昭和16年）まで継続した。

## 発足の経緯
東洋音楽学校創設者鈴木米次郎が岩崎小弥太男爵の支援を受けて音楽鑑賞団体として設立した東京フィルハーモニー会は、発足の1910年7月に管弦楽部の部員15名を募集した。部員には7円から15円の補助金が支給され、2年間アウグスト・ユンケルとハインリヒ・ヴェルクマイスターの指導を受けるという触れ込みであった。規定によれば入部資格は尋常小学校卒業以上で、16歳から25歳まで、そして一人で弦楽器と管楽器の2種類を習得する、というものだった。応募者は20余名あったがその多くは東洋音楽学校の卒業生、在校生であり、9月より2組に分けて両教授が東洋音楽学校の中で指導にあたることになった。そのほかの指導者にはヴァイオリンに窪兼雅と田辺尚雄、チェロに竹内平吉と信時潔、コントラバスに薗廣虎、トロンボーンに多忠基などがいた。
約1年後の1911年8月12日に行われた夏期講習会音楽演奏会では、記録に残る最初のオーケストラ演奏が行われ、グルックの『イフィゲニア序曲』などが奏された。11月27日の横浜孤児院慈善音楽会に参加した際に、「東京オーケストラ団」という名称が初めて用いられた。
ところが1912年（明治45年）に岩崎男爵と折り合いがつかず支援を打ち切られ、管弦楽部は解散し岩崎男爵から貸与されていた楽器も返還することになった。しかし東京オーケストラ団はその後、東京フィルハーモニー会から離れて独自の活動を続けることになった。

## 演奏活動
1912年以降の東京オーケストラ団は、東洋音楽学校の卒業式や夏期講習会に出演するほか、学外の演奏会にも出演して活動を広げていった。1916年からは東京音楽学校のヴァイオリン教師であるグスタフ・クローンの指導を受け、関西への演奏旅行も行った。1922年（大正11年）には函館にも演奏旅行をしている。
演奏した曲目は交響曲よりも、モーツァルト『フィガロの結婚』序曲、ビゼーやドニゼッティなどのオペラ抜粋、J・シュトラウスの舞曲、ワーグナー『タンホイザー』の行進曲といった小品が多く、民謡やポピュラー曲も取り上げられていた。
東京オーケストラ団の団員には毎月手当てが支給されていたが、その資金源は不明である。しかし東洋音楽学校附属の組織として学校案内にも掲載されており、学校をあげて支援をしていたと考えられる。
1923年（大正12年）の関東大震災でピアノなどの楽器類の大部分が焼失したため、活動ができなくなった。こうして東京オーケストラ団としての活動は途絶えたが、選抜メンバーが以前から客船の楽士として活躍していたので、メンバーの演奏活動は継続された。

## 客船上の演奏活動
東洋音楽学校卒業生の就職先に配慮していた校長鈴木米次郎は、当時の外国商船で音楽家がサロン音楽を演奏していたのに着目した。そこで東洋汽船の浅野総一郎社長と交渉し、東京オーケストラ団から卒業生主体の選抜メンバーを客船に乗船させる契約をした。最初の航海は1912年8月で、ヴァイオリンの田中平三郎、チェロの高桑慶照、クラリネットの奥山貞吉、トランペットの波多野福太郎、ピアノの斉藤佐和の楽士5人と、監督者として鈴木校長が太平洋航路の客船地洋丸に乗船し、サロン音楽の楽譜を5重奏に編曲して航海中に演奏した。往復40日程の航海中に午後と夜の2回各1時間ずつ、5曲のプログラムが組まれた。
この船の楽士たちはメンバーを入れ替えて次々と乗船するようになり、その後日本郵船の客船にも乗船し、クラシック音楽、サロン音楽、ダンス音楽に加えジャズやタンゴを演奏した。また上陸したアメリカ、カナダで現地の音楽文化に触れ、それを吸収していった。メンバーの中には帝国ホテルや神戸のオリエンタル・ホテルで演奏していた者もいて、下船した船の楽士と交代して乗船することもあった。演奏用の楽譜や楽器付属品などは、船会社とサンフランシスコの楽器社シャーマン・クレイとの契約により備品として船に納入された。しかし楽士の編成に合わない楽譜は編曲が必要で、楽士たちは短期間に多くの編曲とジャズやタンゴなど新しいレパートリーに習熟していき、下船後は日本の音楽界で活躍していった。1912年から18年まで乗船していた波多野福太郎は、ハタノ・オーケストラで活動するようになった。
こうして船の音楽が興隆したが、1940年には日米関係悪化の中で排日機運が高まり、1941年に最後の在留邦人が日本郵船の龍田丸で引き揚げると、船の楽士の仕事も終了し演奏家は解散した。

### 乗船した客船

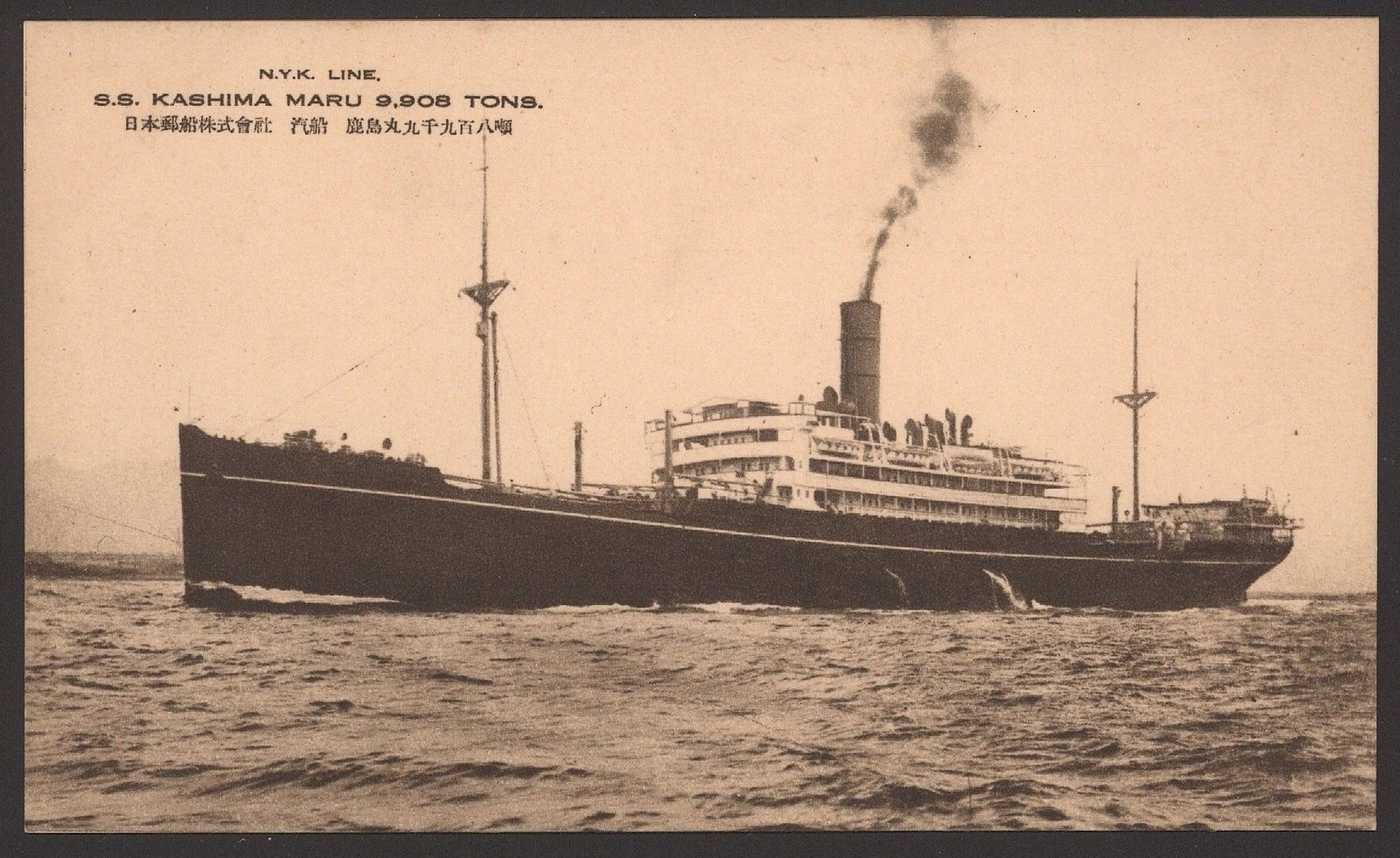
鹿島丸

楽士たちが乗船した主な客船は、東洋汽船の地洋丸、春洋丸、天洋丸、さいべりあ丸、日本郵船の鹿島丸、伏見丸、諏訪丸、香取丸、浅間丸、秩父丸（後の鎌倉丸）、龍田丸であった。